# Quítxua de Huallaga
El quítxua de Huallaga és una varietat dins del grup Alt Pativilca-Alt Marañón-Alt Huallaga de les llengües quítxues del branca Quítxua I (anomenat també Quítxua Wáywash, Quítxua B, o Quítxua central), el qual es compon per una gran diversitat de varietats lingüístiques distribuïdes en la serra del centre del Perú, als departaments d'Áncash, Huánuco, Pasco, Junín i Lima.
Aquest es parla en la part central de la regió de Huánuco, a la província de Huánuco.

## Distribució geogràfica
Aquesta varietat es parla en la zona central del departament peruà de Huánuco, principalment en els districtes d'Amarilis, Chinchao, Churubamba, Huánuco, San Francisco de Cayrán i Santa María del Valle, de la província de Huánuco.
Aquest Quítxua I es diferencia del Quítxua II per l'ús de vocals allargades i en diversos morfemes. Segons els lingüistes Torero i Carranza, són més antics que el Quítxua II.

## Influències dels parlants
Cap a 1993, el quítxua del Huallaga era parlat de manera monolingüe pel 66% de la població dels seus parlants natius, la resta dels quals són bilingües principalment en espanyol. Mentre la comunicació en quítxua encara manté el seu valor cultural dins de comunitats, l'espanyol està preferit per a l'ús intercomunitari.A causa del bilingüisme estès, una porció de vocabulari espanyol (majorment termes per a la tecnologia desenvolupada recentment) ha estat incorporada en el quítxua huanuqueño, així mateix l'espanyol local també ha prestat paraules del quítxua. Segons David Weber, el lingüista de la UCLA qui va publicar la 1989 gramàtica del quítxua del Huallaga, alguns fonos ara comuns en aquest quítxua es presenten únicament en préstecs de l'espanyol i paraules onomatopeiques, però la llengua sembla no haver tingut cap influència estructural de l'espanyol més enllà de fonètica o vocabulari.

## Descripció lingüística

### Alfabet
Al no haver tingut un llenguatge escrit fins al cap de la conquesta espanyola de l'Imperi Inca, les llengües quítxues en tota Amèrica del Sud ara usen caràcters de l'alfabet llatí. El sistema va ser estandarditzat pel govern peruà en els anys setanta i vuitanta pel Ministeri d'Educació del Perú (4023-75). Les publicacions recents en Huallaga Quítxua, no obstant això, s'ajusten a un nou estàndard (0151-84) i l'alfabet de l'Acadèmia Regional de Quítxua de Huánuco, autoritzat per Resolució Presidencial 001–93–P–ARQHCO, el qual va ser reconegut i oficialitzat pel Ministeri d'Educació mitjançant Resolució Directorial Regional 00083–94–ED.
L'ordre alfabètic és el següent: a (y ä), b, c (ch), d, e (y ë), f, g, h, i (e ï), j, l (ll), m, n, ñ, o (y ö), p, qu, r (rr), s (sh), t, u (y ü), w, y. Excepte en noms propis, h, k, q, v, x i z no s'empren com a lletres independents.
|                |                | Bilabial | Alveolar | Postalveolar | Palatal | Velar  | Uvular | Glotal | Labiovelar |
| -------------- | -------------- | -------- | -------- | ------------ | ------- | ------ | ------ | ------ | ---------- |
| Oclusiva       | Oclusiva       | p (b)    | t (d)    |              |         | c (qu) | g (gu) |        |            |
| Nasal          | Nasal          | m        | n        |              | ñ       |        |        |        |            |
| Vibrant        | Vibrant        |          | r rr     |              |         |        |        |        |            |
| Fricativa      | Fricativa      |          | s        | sh           |         |        |        | j      |            |
| Africada       | Africada       |          | ch       |              |         |        |        |        |            |
| Aproximante \| | Aproximante \| |          |          | i            |         |        |        | w      |            |
| Lateral        | Lateral        |          | l        |              | ll      |        |        |        |            |

En les regulacions (0151-84) publicades després de l'estàndard del Ministeri d'Educació peruà, [q] és transcrit per ⟨g⟩ i [h] per ⟨j⟩.
Les vocals són ⟨a, i, i, o, o⟩, que corresponen als seus valors de IPA. L'ortografia per a una vocal llarga en l'estàndard del Ministeri (4023-75) és duplicar la vocal: [aː] → ⟨aa⟩, i les noves (0151-84) regulacions apliquen una dièresi [aː] → ⟨ӓ⟩.

## Fonologia

### Consonants fonèmics
|             | Bilabial | Alveolar | Postalveolar | Retroflexa | Palatal | Velar | Uvular | Glotal | Labiovelar sonora |
| ----------- | -------- | -------- | ------------ | ---------- | ------- | ----- | ------ | ------ | ----------------- |
| Oclusiva    | p (b)    | t (d)    |              |            |         | k     | ɢ      |        |                   |
| Nasal       | m        | n        |              |            | ɲ       |       |        |        |                   |
| Vibrant     |          | ɾ        |              |            |         |       |        |        |                   |
| Fricativa   |          | s        | ʃ            | ʐ          |         |       |        | x      |                   |
| Africada    |          | t͡ʃ       |              |            |         |       |        |        |                   |
| Aproximante |          |          |              |            | j       |       |        |        | w                 |
| Lateral     |          | l        |              |            | ʎ       |       |        |        |                   |

Les oclusives sonores es produeixen principalment en paraules de so simbòlic, per exemple, bunruru-, 'retrunyir [com a tro]', i paraules prestades de l'espanyol, per exemple, äbi, 'ocellet', de l'espanyol ocell.
El quítxua del Huallaga manca notablement dels executius i l'aspiració contrastiva de les oclusives presents en altres dialectes quítxues, com el dialecte cuzqueño. La presència d'oclusives sonores principalment en préstecs sembla ser comú en dialectes.

### Vocals
|         |         | Anterior | Central | Posterior |
| ------- | ------- | -------- | ------- | --------- |
| Tancada | Tancada | i        |         | o         |
| medio   | medio   | (e)      |         | (o)       |
| Oberta  |         |          |         |           |

Totes dues vocals mitjanes en quítxua del Huallaga també són préstecs espanyols. L'inventari original de tres vocals que contrasta només l'altura i la part posterior, és típic en els dialectes quítxua.

#### Longitud
La longitud es contrasta fonològicament en Huallaga Quítxua. Encara que la longitud fonètica és una característica vocàlica, el sistema fonològic tracta la longitud vocal com una consonant. Això es torna especialment important en les limitacions de l'estructura de la síl·laba. Veure regles de segmentació.

Les diferències semàntiques fines es poden expressar per la longitud de la vocal:
/ kawa-ra -: - ͡tʃu / → [kawara: ͡tʃu] 'No vaig viure'
live-PST-1-NEG
/ kawa -: - raq-͡tʃu / → [kawa: ra: ͡tʃu] 'Encara no viu'
live-1-yet-NEG
En els préstecs de l'espanyol, el quítxua huallaga sovint presenta l'èmfasi accentuat de la síl·laba com a longitud vocal, fins i tot si l'estrès no cau en la penúltima.

### Segmentació
L'estructura màxima de la síl·laba del Huallaga Quítxua és CVC, sent V, VC i CV també permissibles. CCC, CC #, #CC i VV són inadmissibles.
- [huk] 'un'
- [tan.ta] 'pa'
- [pa.qas.raq] 'encara la nit'
- [ca: .ʐu] 'camió'

En segmentar una paraula en el quítxua huallaga per a les síl·labes, el procés és sistemàtic i directe. Comença des del final de la paraula, treballant cap endarrere: totes les vocals es converteixen en nuclis sil·làbics. Si la paraula acaba en consonant, aquesta consonant és la coda de la síl·laba final de la paraula. Qualsevol consonant que precedeix a una vocal és l'inici d'aquesta síl·laba. Qualsevol dues consonants en una fila abastarà un límit de síl·laba. És important tenir en compte que les consonants en aquest cas inclouen la longitud; un CV: la síl·laba no és una síl·laba oberta, sinó una síl·laba tancada bimoraica.

#### Inserció de -ni-
L'addició de la fixació morfològica complica la derivació de síl·labes felices. Uns certs sufixos comencen amb grups consonàntics o consisteixen en consonants individuals, inclosa la longitud vocàlica. L'únic entorn en el qual aquests sufixos no produirien síl·labes no permeses és seguir una vocal no allargada al final d'una arrel. La categoria de sufixos possessius, en particular, se sotmet a un procés d'inserció de síl·labes per a evitar que la fixació d'aquests sufixos a les arrels bimoraicas produeixi estructures il·legals. La síl·laba sense sentit -ni- s'insereix en el límit del morfema on una arrel bimoraica final es troba amb un sufix possessiu amb una consonant que apareix abans d'un límit de síl·laba.
- Síl·labes infelices sense -ini- inserció

```
/ hatun- + -: / → * [hatun:] 'el meu gran'
```

```
/ maqa-ma-q- + -n.͡tʃi: / → * [maqamaqn͡tʃi:] 'qui ens va colpejar'
```

```
/ ɲatin- + -j.naq / → * [ɲatinjnaq] 'sense fetge'
```

```
/ taita - + -n / → * [taitan] 'el seu pare'
```

- Síl·labes felices amb -ini- inserció

/ hatun- + -: / → [ha.tun.ni:] 'el meu gran'
/ maqa-ma-q- + -n.͡tʃi: / → [ma.qa.maq.nin.͡tʃi:] 'qui ens va colpejar'
/ ɲatin- + -j.naq / → [ɲa.tin.nij.naq] 'sense fetge'

/ papa: - + -n / → [pa.pa:.nin] 'el seu pare' [3]
Un valor atípic interessant en aquest procés és el sufix possessiu [-joq], l'afixació del qual provoca la inserció -ni opcionalment. Aquesta evidència parla de la generalització de la regla morf-fonològica- n- inserció a través de tota la categoria morfològica de sufixos possessius en lloc de ser veritablement una regla determinada fonològicament.
/ atoq- + -joq / → [a.toq.ni.joq]
/ atoq- + -joq / → [a.toq.joq] [3]

## Números
Els números en quítxua de Huallaga són:
| Núm. | Quítxua del Huallaga | AFI      | Español |
| ---- | -------------------- | -------- | ------- |
| 1    | juc                  | 'huk     | un      |
| 2    | ishcay               | 'iʃkaj   | dos     |
| 3    | quimsa               | 'kimsa   | tres    |
| 4    | chuscu               | 'ʧusku   | quatre  |
| 5    | pichga               | 'piʧɢa   | cinc    |
| 6    | sojta                | 'suχta   | sis     |
| 7    | ganchis              | 'ɢanʧis  | set     |
| 8    | pusaj                | 'pusaχ   | vuit    |
| 9    | isgon                | 'isɢun   | nou     |
| 10   | chunca               | 'ʧuŋka   | deu     |
| 100  | pachac               | 'paʧak   | cent    |
| 1000 | waranga              | wa'ɾaŋɢa | mil     |